# Jiří Sobotka
Pour les articles homonymes, voir Sobotka.
Jiří Sobotka, parfois appelé Georges Sobotka (né le 6 juin 1911 à Prague en Autriche-Hongrie (aujourd'hui en Tchéquie) et mort le 20 mai 1994 à Intragna dans le Tessin en Suisse), est un joueur et entraîneur de football tchécoslovaque, qui évolue durant sa carrière au poste d'attaquant.

## Biographie

### Joueur
Il commence sa carrière chez les jeunes du Čechoslovan Košíře.
En senior, il évolue tout d'abord durant sa carrière de club dans l'une des plus importantes et populaires équipes de la capitale tchécoslovaque, à savoir le Slavia Prague entre 1931 et 1940. Il part ensuite jouer dans le championnat croate pour jouer dans l'équipe du Hajduk Split pendant une saison (il y remporte le championnat de la Banovina de Croatie), avant de revenir jouer une année au Slavia. En 1943, il signe chez les FC Tescoma Zlín (à l'époque appelé SK Baťa Zlín) où il reste jusqu'en 1946. Il part enfin finir sa carrière dans le championnat suisse dans le club de suisse romande du FC La Chaux-de-Fonds. Il prend sa retraite de joueur en 1951.

### Équipe nationale
Il joue 23 matchs avec l'équipe de Tchécoslovaquie et marque 8 buts entre 1934 et 1937.
Il est sélectionné pour participer à la coupe du monde 1934 en Italie où son pays parvient jusqu'en finale contre les Italiens.

### Entraîneur
Après sa retraite footballistique, il devient ensuite entraîneur. Il commençait déjà à entraîner pendant qu'il jouait lorsqu'il était au Hajduk Split entre 1940 et 1941, puis à La Chaux-de-Fonds entre 1949 et 1951.
En 1959, il part aux Pays-Bas pour entraîner un des meilleurs clubs du pays, le Feyenoord Rotterdam, où il reste jusqu'en 1961.
Il s'en va ensuite entraîner en Suisse, et prend tout d'abord les rênes du FC Bâle pendant quatre ans entre 1961 et 1965, avant d'être le sélectionneur de l'équipe de Suisse en 1964. Il s'occupe par la suite du FC Biel-Bienne entre 1965 et 1967.
Il part ensuite pour la Belgique pour entraîner l'équipe wallonne du Charleroi SC en 1968, avant de partir pour l'Espagne en 1970 et de s'occuper de l'équipe catalane du UE Sant Andreu.
En 1971, il retourne en Suisse pour le compte de son ancien club de la Chaux-de-Fonds. En 1972, il entraîne pendant une saison le FC Aarau, avant de finir sa carrière d'entraîneur au AC Bellinzone pendant trois ans jusqu'en 1976.

## Palmarès

### Joueur
- avec Slavia Prague

Championnat de Tchécoslovaquie (4) : 1932-33, 1933-34, 1934-35, 1936-37
- avec l'équipe de Tchécoslovaquie

Finaliste de la coupe du monde 1934

### Entraîneur
- avec Chaux-de-Fonds

Coupe de Suisse : 1948, 1951, 1954, 1955, 1957
Championnat de Suisse : 1954, 1955
- avec FC Bâle

Coupe de Suisse : 1963